# 郝延平
郝延平（?—），台湾近代史学家，祖籍河南济源，曾任田納西大學和國立臺灣大學历史学教授。1996年当选中央研究院第21屆人文及社會科學組院士。

## 学历
- 國立臺灣大學學士（1958）
- 哈佛大學碩士（1961）
- 哈佛大學博士（1966）

## 经历
- 田納西大學歷史系助理教授（1965-1968）、副教授（1968-1972）、教授（1972-2002）、楊恩講座教授（1984-2002）
- 國立臺灣大學客座副教授（1970-1971）
- 中央研究院人文社會科學研究中心通信研究員[2]